# Klavže (pregrada)
Klavže so eden najpomembnejših slovenskih tehniških spomenikov, so visoke rečne pregrade, zgrajene na reki Idrijci in potokih Belci, Zali in Klavžarici, za zbiranje vode in občasno plavljenje lesa do rudnika živega srebra v Idriji.
Gozdna pobočja v okolici  so na apnenčevi in dolomitni hribini in so strma, vodotoki pa v poletnih mesecih nimajo zadostnega pretoka. Zato so za plavljenje lesa, ki ga je v ogromnih količinah potreboval idrijski rudnik, pričeli graditi klavže, visoke vodne pregrade, imenovane  tudi slovenske piramide. Te dolinske pregrade-zapornice (najprej lesene, pozneje zidane) so služile za zajezitev in splavljanje. Sprva so les, ki so ga uporabljali v rudniku zlagali v strugo in čakali na dež, da je voda s skladovnic dvigala les in ga kos za kosom nosila v Idrijo do »grabelj«, to je posebne pregrade iz kolov dolge 412 m, kjer se je les ustavljal.
Prve klavže iz lesa so bile postavljene 1589 na Zali, na Idrijci so jih zgradili 1595, na Belci pa 1750. Visoke vode so jih pogosto podirale, zato so jih v 18. stoletju zamenjali z zidanimi. Prve zidane klavže je načrtoval domačin Jožef Mrak. Zgradili so jih v soteski Idrijce, danes poznane kot Idrijske klavže na višini 707 mnm. Zidovi 41,4 m širokih klavž so bili pri temelju debeli 18 m, pri vrhu pa 10,8 m. Skozi jez je bilo napeljano dvoje kanalov, širokih 3,8 m in visokih 5,6 m. Zapirala so jih mogočna vrata, za katerimi se je v 785 m dolgem jezu zbralo tudi do 210.000 m³ vode. Ko so odprli vrata, je voda izza jezu skozi kanala odtekla v 15 do 20 minutah in s seboj odnesla les do 20 km oddaljene Idrije. Z enkratnim izpustom so lahko splavili do 13.000 m³ lesa. 
Posebej zanimivo je delovanje klavž. Za odpiranje velikih lesenih vrat v odvodnem kanalu so uporabljali zapleten mehanizem vzvodov. Zapiranje vrat pa so opravili z volovsko vprego.

## Zidane klavže
- Brusove klavže ali Belčne klavže ( 45°58′12.46″N, 13°56′52.29″E) na Belci so pričeli graditi 1767 - 1769. Višina pregrade je bila 8,9 m, dolžina zgoraj 34,8 m, debelina pregrade pa 6,5 m.
- Putrihove klavže ( 45°58′31.79″N, 13°55′39.10″E) na Belci so pričeli graditi 1767 – 1769. Višina pregrade je bila 7,2 m, dolžina zgoraj 44 m, debelina pregrade pa 8,5 m.
- Klavže na Idrijci so pričeli graditi 1767 – 1772. Višina pregrade je bila 11,3 m, dolžina zgoraj je  41,4 m, debelina pregrade zgoraj pa 10,8 m. Delovale do 1925
- Smrečne klavže na Zali so pričeli graditi 1772. Višina pregrade je bila 8,5 m, dolžina zgoraj 27,3 m, debelina pregrade zgoraj pa 6,7 m. Delovale do 1849.
- Kanomeljske klavže ali Ovčjaške klavže na Klavžarici (tudi Ovčji potok) so pričeli graditi 1812 - 1813 . Višina pregrade je bila 14 m, dolžina zgoraj je 32,6 m, debelina pregrade zgoraj 10,2 m. Delovale do 1912